# Fernand Semma
Fernand Semma (bis 1984 Horst Ferdinand Semma; * 16. Mai 1944 in Rastatt; † 27. Oktober 1999 in Heidelberg) war ein deutscher Künstler und Bildhauer. Er war ein Schüler von Philipp Mendler, der bei Hans Wimmer, dem ehemaligen Lehrstuhlinhaber für Bildhauerei an der Kunstakademie Nürnberg, studiert hatte. In den Jahren 1987 bis 1993 entwickelte Fernand Semma eine klare künstlerische Formsprache. Bis 1999 entstanden vorwiegend Skulpturen, Figuren und Reliefs mit reduzierter und schlanker Silhouette, sowie thematisch begleitende Zeichnungen und lyrische Werke. Das Œuvre von Fernand Semma ist der Konzeptkunst zuzuordnen und in der Individuellen Mythologie verankert. Er realisierte Bildhauer-Symposien und Ausstellungen und erhielt Auszeichnungen für seine Werke.

## Leben
Fernand Semma war der Sohn von Anna Rosa Semma und Fernand Louis Joseph Maillard. Seinen Vater lernte er nicht kennen, da dieser nach den Kriegswirren zurück nach Frankreich kehrte. Seine Mutter Anna Rosa Semma ließ ihn in dem Glauben aufwachsen, von adligem Geschlecht zu sein, da die Vermutung naheliegt, dass seine Ahnenlinie in den Familienzweig von Franz Hubert von Tiele-Winckler zurück zu verfolgen ist. Diese beiden Aspekte prägten seine späteren künstlerischen Inhalte immens.
Geboren im Hotel Schwert in Rastatt, verbrachte er seine ersten zwei Lebensjahre, untergebracht bei einer Pflegefamilie, in der Nähe seiner Verwandten in Plieningen. Anna Rosa Semma konnte sich finanziell erholen und baute sich mit ihrem Sohn ein Leben im nordbadischen Odenwald im Neckar-Odenwald-Kreis auf, wo sie 1956 Ferdinand Köppen heiratete. Fernand Semma wurde in der Schule im Hardheimer Schloss eingeschult und erlernte in Hardheim zunächst in der Bäckerei Bödigheimer das Handwerk des Bäckers. Darauf folgend absolvierte er den Wehrdienst und verbrachte anschließend mehrere Gesellenjahre im Elsass, wo er sich als Konditor weiterbildete.
1971 heiratete Fernand Semma die aus Königheim stammende Elisabeth Bauer. Am 17. August 1972, nach der Geburt seiner ersten Tochter Nicole-Isabelle Semma, erlitt Fernand Semma eine Mehlstaub-Allergie, von der er sich nicht mehr erholen konnte. Er sattelte beruflich um und arbeitete als Sanitäter beim Roten Kreuz in Bad Mergentheim. In dieser Stadt wurde am 6. Februar 1975 sein erster Sohn, André Semma, geboren.
Von 1976 bis 1979 absolvierte Fernand Semma eine Umschulung zum Holzbildhauer und machte somit sein Hobby zum Beruf. Seine erste Vernissage mit dem Titel Burgen realisierte er als Autodidakt 1973 in der Volksbank in Bad Mergentheim. Mit den für diese Ausstellung entstandenen Miniaturburgen, die ursprünglich als Spielzeuge für seine Kinder gedacht waren, bewarb er sich bei Philipp Mendler an der Staatlichen Berufsfachschule für Bildhauer in Bischofsheim an der Rhön, wo er mit 35 Jahren als ältester Schüler seines Jahrgangs die Ausbildung zum Holzbildhauer und Fassmaler absolvierte.
Aus organisatorischen und räumlichen Gründen beschloss die junge Familie Semma, ihren Wohnort nach Hardheim zu verlegen. In der Inselgasse 8 gründete Fernand Semma sein erstes Atelier Chateauneuf. Den Namen seiner Wirkungsstätte lehnte er an seine französischen Wurzeln und die Anfängen seiner Kunst an.
Am 6. Januar 1979 bekam die Familie erneut durch Caroline Josefa Inna Semma Zuwachs, die in Hardheim zur Welt kam. Am 8. Februar 1984 wurde auch der jüngste Sohn, Philippe-Fernand Semma, in Hardheim geboren.
1980 folgte Fernand Semma der Einladung von Josef Frank, dem Bürgermeister der Stadt Buchen, und restaurierte eines der ältesten Fachwerkhäuser. 1982 zog die Familie Semma in das historische Gebäude ein. Im neuen Anbau richtete Fernand Semma sein Atelier Chateauneuf I mit Blick in den Stadtgraben ein und arbeitete dort bis zu seinem Lebensende. Er erhielt 1984 eine Auszeichnung für Beispielhaftes Bauen von der Architektenkammer. 1984 berichtete die ZDF-Sendung Freizeit über Fernand Semma. Er organisierte Bildhauersymposien, nationale und internationale Ausstellungen und häufige Aufträge waren die Folge. 1983 wurde er von der amerikanischen Autorin Erika Hartmann beauftragt, die Totenmaske für Prof. Dr. Hannes Gall, den angeblichen unehelichen Sohn des österreichischen Komponisten Gustav Mahler, umzusetzen. Sein Werk Objekt Wasser sorgte 1985 und 1986 in Buchen und in der nationalen Presse sowie in der Kunstszene für Diskussionen.
1987 nach den Polemiken um das Objekt Wasser und einem damit verbundenen Nervenzusammenbruch stand Fernand Semma dem plötzlichen Tod seiner Mutter gegenüber. Während der Wohnungsauflösung seiner Mutter entdeckte Fernand Semma durch Zufall die Ahnentafel und Ariernachweise seiner Familie, die bis ins Jahr 1756 zurück zu verfolgen war, sowie seine die ostpreußischen Wurzeln. Der Künstler begann mit seiner Ahnenforschung und thematisierte diesen Einfluss in seinen darauf folgenden Werken. Ursprünglich war das kleine Häuschen in der Mühltalstraße 10 in Buchen zur Unterbringung seiner Schüler gedacht, die er in den Jahren 1983–1985 unterrichtete, jedoch richtete er sich 1988 dort sein zweites Atelier, Chateauneuf II, ein. Am Eingangsportal ist auch heute noch ein Relief mit der Inschrift „Die Stille ist der Unruhe Herr“ zu finden.
Fernand Semma widmete sich ab 1987 ausschließlich und für den Rest seines Lebens seiner freien Kunst. Im Jahr 1991 wurde seine erste Ehe geschieden und er erlitt einen Schlaganfall, von dem er sich bis 1993 weitgehend erholte. 1991 und 1992 setzte Fernand Semma einen Auftrag für die Liberale jüdische Gemeinde Giesen um, wo er den Toraschrein gestaltete. Seine damalige Lebenspartnerin Juliane Lensch, die ihn 1991 bis 1994 begleitete, widmete sich geisteswissenschaftlich der Klezmermusik. Dieser Einfluss bestärkte Fernand Semma darin, seinen jüdischen Ahnen nachzuspüren und letztlich zum Judentum zu konvertieren.
1995 ging Fernand Semma mit Claudia Assimus eine zweite Ehe ein. Ihm wurde im August 1999 Lungenkrebs diagnostiziert und er verstarb im darauf folgenden Oktober in der Kopfklinik des Universitätsklinikums Heidelberg. Am 23. Februar 1999 kam seine dritte Tochter, Naomi Elena Fernette Semma, in Buchen zur Welt.
Zu Lebzeiten gestaltete der Bildhauer sein Haus im Buchener Mühltal zu einem Gesamtkunstwerk und hinterließ ein breites Œuvre, das heute vorwiegend in Privatbesitz zu finden ist. Zahlreiche seiner Werke sind aber auch im öffentlichen Besitz zu finden. Neben dem Bezirksmuseum Buchen, dem Museum Ritter, ist hier das Land Baden-Württemberg und Kirchberg an der Jagst zu erwähnen. Ein Spektrum seiner Werke ist im Fernand Semma-Parcours der Stadt Buchen verankert. Das Blockhaus am Buchener Waldschwimmbad, das Fernand Semma 1999 für seinen Esel Caruso fertigstellte und das somit sein letztes Werk darstellt, wie auch das historische Haus der Familie Semma in der Hofstraße 5 in Buchen und das Häuschen in der Buchener Mühltalstraße, sind erwähnenswert.